# Agonicelici
Agonicelici, agoniklici – sekta chrześcijańska z początku VIII wieku. Agonicelici nie chcieli modlić się na klęczkach, gdyż uważali to za uleganie przesądom. Głosili, że modlić się należy na stojąco. Ich poglądy potępił Synod Jerozolimski w 726 roku.